# East Yangon (Distrikt)
East Yangon ist ein Distrikt der Yangon-Region in Myanmar mit 2.336.659 Einwohnern (Stand 2014).

Lage in der Region Yangon

## Townships
- Botataung
- Dagon Seikkan
- Dawbon
- East Dagon
- Mingala Taungnyunt
- North Dagon
- North Okkalapa
- Pazundaung
- South Dagon
- South Okkalapa
- Thaketa
- Thaketa
- Thingangyun
- Yankin